# Конхобар Абрадруад
Конхобар Абрадруад (ірл. Conchobar Abradruad), також Конхобар Червоні Вії, Конхобар Абрадруад мак Фінд Філе - верховний король Ірландії. Час правління: 13 — 12 до н. е. (згідно з «Історією Ірландії» Джеффрі Кітінга) або 9 — 8 до н. е. (відповідно до «Хроніки Чотирьох Майстрів»).  
Син Фінда Філе (ірл. Find File) і Несси, онук Ферхуса Файргге (ірл. Ferhus Fairgge), нащадок Нуаду Нехта (ірл. Nuadu Necht) з Лайгіна. Вступив на престол верховних королів Ірландії після смерті верховного короля Лугайда Червоних Смуг (Лугайд Ріаб н-Дерг). Правив протягом року. Був вбитий сином Лугайда – Крімтанном Ніа Найром (ірл. - Crimthann Nia Náir). Літопис «Лебор Габала Еренн» (ірл. - Lebor Gabála Érenn) вказує час його правління як на роки правління римського імператора Веспесіана - 69-79 р. (І ст. н.е.). 